# Domovina (televizijska serija)
Domovina (eng. Homeland) je američka dramska televizijska serija koju su kreirali Howard Gordon i Alex Gansa, a koja je djelomično temeljena na izraelskoj seriji Hatufim (u engleskom prijevodu Prisoners of War) koju je kreirao Gideon Raff. U seriji su glavne uloge ostvarili Claire Danes kao Carrie Mathison, agentica CIA-e i Damian Lewis kao Nicholas Brody, američki marinac. Radnja serije vrti se oko uvjerenja agentice Mathison da je narednik Brody, kojeg je Al-Qaeda držala u zatočeništvu punih 8 godina kao ratnog zarobljenika, prešao na njihovu stranu i sada predstavlja opasnu prijetnju SAD-u.
Serija Domovina emitirala se na kabelskoj televiziji Showtime, a producirao ju je Fox 21. Prva epizoda serije prikazana je 2. listopada 2011. godine, premda je više od dva tjedna ranije ta epizoda postala dostupna preko Interneta nakon što su budući gledatelji morali riješiti određeni zadatak kako bi ju mogli pogledati. Sama serija pobrala je hvalospjeve kritičara te osvojila nagradu Zlatni globus u kategoriji najbolje dramske televizijske serije za 2011. godinu. TV mreža Showtime je obnovila seriju za drugu sezonu koja se također sastoji od 12 epizoda, a svoju premijeru je imala 30. rujna 2012. godine.

## Radnja
Radnja serije prati Carrie Mathison, agenticu CIA-e koja je, nakon što je obavila neodobrenu operaciju u Iraku, stavljena na uvjetnu kaznu i premještena u protuteroristički centar CIA-e u Langley, država Virginia. Dok je boravila u Iraku, Carrie je upozorena od strane svog doušnika da je američki ratni zarobljenik preobraćen od strane Al-Qaede. Carriein posao se zakomplicira u trenutku kada je njezin šef, voditelj protuterorističkog centra David Estes, pozove skupa s kolegama na hitan sastanak. Carrie doznaje da je Nicholas Brody, narednik američkih marinaca za kojeg se smatralo da je nestao u akciji još od 2003. godine, spašen za vrijeme akcije Delta Forcea na području na kojem boravi terorist Abu Nazir. Carrie započne vjerovati da je upravo Brody američki zatvorenik o kojem je njezin doušnik pričao. Međutim, federalne vlasti i ostatak CIA-e smatraju Brodyja ratnim junakom. Shvativši da će biti gotovo nemoguće uvjeriti svog šefa da započne pratiti Brodyja, Carrie zatraži pomoć od jedine osobe kojoj može vjerovati – Saula Berensona. Njih dvoje morat će raditi zajedno kako bi detaljno istražili Brodyja i spriječili još jedan teroristički napad na američkom tlu.

## Glumačka postava

### Glavni likovi
- Claire Danes kao Carrie Mathison, agentica CIA-e koja radi u protuterorističkom centru.
- Damian Lewis kao Nicholas Brody, narednik američkih marinaca kojeg su spasile trupe Delta Force nakon što ga je Al-Qaeda držala kao ratnog zarobljenika punih osam godina.
- Morena Baccarin kao Jessica Brody, supruga Nicholasa Brodyja.
- David Harewood kao David Estes, direktor protuterorističkog centra CIA-e, ujedno i Carriein šef.
- Diego Klattenhoff kao Mike Faber, kapetan američkih marinaca. Nicholasov najbolji prijatelj koji se, misleći da je Nicholas poginuo, započeo viđati s Jessicom Brody.
- Jackson Pace kao Chris Brody, sin Nicholasa Brodyja.
- Morgan Saylor kao Dana Brody, kćerka Nicholasa Brodyja
- Mandy Patinkin kao Saul Berenson, voditelj odjela CIA-e za Srednji istok. On je stari šef Carrie Mathison, ujedno i njezin mentor.

### Sporedni likovi
- Hrach Titizian kao Danny Galvez, agent CIA-e Gvatemalskog i Libanonskog podrijetla.
- David Marciano kao Virgil, Carriein glavni kontakt tijekom nadzora na Brodyjem.
- Navid Negahban kao Abu Nazir, visoki član Al-Qaede.
- Chris Chalk kao Tom Walker, američki marinac koji je bio ratni zarobljenik skupa s Brodyjem.
- Jamey Sheridan kao William Walden, potpredsjednik SAD-a i bivši direktor CIA-e.
- Amy Hargreaves kao Maggie Mathison, Carriena sestra i psihijatrica.
- Taylor Kowalski kao Xander, dečko Dane Brody.

Glumci David Marciano, Navid Negahban i Jamey Sheridan u drugoj sezoni bit će promovirani među glavne likove.

## Produkcija

### Razvoj serije
Temeljena na izraelskoj seriji Hatufim autora Gideona Raffa, seriju Domovina razvili su Howard Gordon i Alex Gansa rane 2010. godine. Dana 19. rujna 2010. televizijska mreža Showtime naručila je snimanje Pilot epizode, a time je također označen i prvi projekt Davida Nevinsa kao predsjednika Showtimea (prešao iz Imagine Entertainment). Howard Gordon, Alex Gansa i Gideon Raff napisali su scenarij prve epizode, Michael Cuesta ju je režirao, a Howard Gordon, Alex Gansa, Gideon Raff, Avi Nir i Ran Telem bili su izvršni producenti.
Dana 7. travnja 2011. godine mreža Showtime odobrila je snimanje prve sezone serije od 12 epizoda. Također je najavljeno da će se Chip Johannessen pridružiti ekipi kao jedan od ko-izvršnih producenata dok će Michael Cuesta (koji je režirao Pilot epizodu) postati jedan od izvršnih producenata.
Dana 21. srpnja 2011. godine na Comic-Conu u San Diegu, mreža Showtime najavila je da će serija svoju premijeru imati 2. listopada 2011. godine. Uz najavu premijernog datuma serije, mreža je također objavila i da će se imena likova koje portretiraju Claire Danes i Damien Lewis promijeniti u Carrie Mathison i Nicholas Brody. Seriju je producirao Fox 21.

### Dodjela uloga
Objave dodjela uloga započele su u mjesecu studenom 2010. godine, a Claire Danes je prva koja je najavljena da će glumiti u seriji. Danes glumi Carrie Mathison, "žestoku agenticu CIA-e koja se bori sa svojim osobnim psihološkim problemima." Sljedeći je ulogu dobio Mandy Patinkin u ulozi Saula Berensona, "inteligentnog i politički obrazovanog šefa odjela CIA-e Saula Berensona, bivšeg šefa Carrie Mathison i njezinog mentora koji je razumije i podupire u gotovo svemu." Laura Fraser dobila je ulogu Jessice Brody, "Nickove pametne, psihički jake supruge." Sljedeći su se glumačkoj postavi pridružili Damian Lewis i David Harewood; prvi glumi narednika Brodyja "koji se vraća kući nakon što je osam godina proveo u zatočeništvu tijekom rata u Bagdadu", dok drugi glumi Davida Estesa "zvijezdu CIA-e u usponu, Carrienog šefa koji je ujedno i najmlađi direktor protuterorističkog centra u povijesti agencije." Diego Klattenhoff, Morgan Saylor i Jackson Pace bili su posljednji glumci koji su se pridružili glavnoj postavi; Klattenhoff je dobio ulogu Mikea Fabera, "Brodyjevog bliskog prijatelja i kolegu marinca koji je uvjeren da je Brody mrtav te zbog toga započinje ljubavnu aferu s njegovom suprugom Jessicom"; Saylor je dobila ulogu Dane Brody, kćerke Jessice i Nicholasa dok Pace glumi Chrisa Brodyja, njihovog 13-godišnjeg sina".
Mreža Showtime objavila je da se Laura Fraser neće vraćati u seriju nakon pilot epizode te da će u narednim epizodama ulogu Jessice Brody preuzeti glumica Morena Baccarin. Kasnije je najavljeno da su se Jamey Sheridan, Navid Negahban, Amir Arison i Brianna Brown pridružili glumačkoj postavi kao sporedni likovi. Sheridan je dobio ulogu Potpredsjednika SAD-a, Negahban glumi Abu Nazira, Arison tumači ulogu princa Farida Bin Abbuda dok Brown glumi Lynne Reed.

### Snimanje serije
Serija je snimana u i oko grada Charlotte u državi Sjeverna Karolina. Lokacija je izabrana zbog toga što nudi najbolje porezne olakšice od ostalih te zbog toga što je najsličnija Virginiji i Washingtonu gdje se radnja serije odvija.
Produkcija druge sezone započela je u svibnju 2012. godine gdje se dva tjedna snimalo u Tel Avivu (Izrael). Ostatak sezone snimat će se u gradu Charlotte.

## Epizode
| Sezona | Sezona | Broj epizoda | Originalno emitiranje | Originalno emitiranje | Datum DVD i Blu-ray izdanja | Datum DVD i Blu-ray izdanja | Datum DVD i Blu-ray izdanja |
| Sezona | Sezona | Broj epizoda | Premijera sezone      | Finale sezone         | Regija 1                    | Regija 2                    | Regija 4                    |
| ------ | ------ | ------------ | --------------------- | --------------------- | --------------------------- | --------------------------- | --------------------------- |
|        | 1.     | 12           | 2. listopada 2011.    | 18. prosinca 2011.    | 28. kolovoza 2012.          | 1. listopada 2012.          | n/a                         |
|        | 2.     | 12           | 30. rujna 2012.       | n/a                   | n/a                         | n/a                         | n/a                         |

### Popis epizoda
| # | Naslov                 | Redatelj           | Scenarist(i)                                 | Originalno emitiranje |
| --- | ---------------------- | ------------------ | -------------------------------------------- | --------------------- |
| 1x01 (1) | "Pilot"                | Michael Cuesta     | Howard Gordon, Alex Gansa i Gideon Raff      | 2. listopada 2011.    |
| Kada bivšeg narednika marinaca Nicholasa Brodyja (Damian Lewis) spase iz zatočeništva nakon osam godina provedenih u Afganistanu, agentica CIA-e Carrie Mathison (Claire Danes) vjeruje da ga je teroristička ćelija Al-Qaeda uspjela pridobiti na svoju stranu te da upravo on predstavlja najveću prijetnju za nacionalnu sigurnost SAD-a. |                        |                    |                                              |                       |
| 1x02 (2) | "Grace"                | Michael Cuesta     | Alex Gansa i Alexander Cary                  | 9. listopada 2011.    |
| Carrie nastavlja s nadzorom na Brodyjem, ali zbog ograničenog budžeta nije mogla postaviti kamere u njegovoj garaži gdje Brody započinje sa svojim jutarnjim islamskim molitvama. U međuvremenu, Carrie dobiva video materijal tajne agentice na kojoj je snimljen Abu Nazir koji se sastaje s princom Saudijske Arabije. |                        |                    |                                              |                       |
| 1x03 (3) | "Clean Skin"           | Dan Attias         | Chip Johannessen                             | 16. listopada 2011.   |
| Obitelj Brody priprema se za televizijski intervju; Carriein tim još više saznaje o planu Al-Qaede. |                        |                    |                                              |                       |
| 1x04 (4) | "Semper I"             | Jeffrey Nachmanoff | Howard Gordon i Alex Gansa                   | 23. listopada 2011.   |
| Dok političari rade velike planove za nacionalnog junaka Brodyja, njegovo nestabilno ponašanje ugrožava mu status u medijima; Carrie postaje očajna u potrazi za dokazom koji će spojiti Brodyja s Abu Nazirom, a Saul joj savjetuje da prati trag Nazirovog novca. |                        |                    |                                              |                       |
| 1x05 (5) | "Blind Spot"           | Clark Johnson      | Alexander Cary                               | 30. listopada 2011.   |
| Brody se suočava s jedinim preživjelim od onih koji su ga držali u zarobljeništvu zbog čega je Carrie još više uvjerena u svoje sumnje u Brodyja - međutim, Brodyjev susret sa svojim čuvarom prođe sasvim neočekivano; agencija je blizu otkrivanja dvoje ljubavnika koji su novcem od ukradene ogrlice kupili kuću u blizini aerodroma. |                        |                    |                                              |                       |
| 1x06 (6) | "The Good Soldier"     | Brad Turner        | Henry Bromell                                | 6. studenog 2011.     |
| Nakon što su izgubili glavne tragove u pronalasku dokaza protiv terorista Nazira, CIA naređuje testiranje poligrafom za sve one koji su se nalazili na zadatku, uključujući i Brodyja što Carrie vidi kao priliku da napokon sazna istinu. Saul traži premještaj u bazu u New Delhiju nadajući se da će tako spasiti svoj posrnuli brak. Carriena veza s Brodyjem postaje sve prisnija. U međuvremenu, ljubavnici koji su kupili kuću pokraj aerodroma nalaze se u bijegu, ali ne proganja ih samo CIA. |                        |                    |                                              |                       |
| 1x07 (7) | "The Weekend"          | Michael Cuesta     | Meredith Stiehm                              | 13. studenog 2011.    |
| Veza između Carrie i Brodyja dodatno se zakomplicira nakon što provedu zajednički vikend u njezinoj kolibi, dok se istovremeno Mike i Jessica susreću s posljedicama svoje veze, a Saul ulovi Aileen u Meksiku. |                        |                    |                                              |                       |
| 1x08 (8) | "Achilles Heel"        | Tucker Gates       | Chip Johannessen                             | 20. studenog 2011.    |
| Carrie i Saul saznaju vijesti da je Walker živ pa on postaje prioritet agencije; Brody saznaje šokantnu istinu o svom zarobljeništvu. |                        |                    |                                              |                       |
| 1x09 (9) | "Crossfire"            | Jeffrey Nachmanoff | Alexander Cary                               | 27. studenog 2011.    |
| Nakon pokušaja da prekine veze s Abu Nazirom, Brody ponovno proživljava svoje zarobljeništvo i ipak se vrati svojoj prvotnoj misiji; Carrie se nađe u središtu medijske noćne more nakon pucnjave u džamiji. |                        |                    |                                              |                       |
| 1x10 (10) | "Representative Brody" | Guy Ferland        | Henry Bromell                                | 4. prosinca 2011.     |
| Carrie i Saul identificiraju tko je Walkerov kontakt u Washingtonu, ali njihova meta ima diplomatski imunitet; Brodyju ponude političko mjesto u Zastupničkom domu. |                        |                    |                                              |                       |
| 1x11 (11) | "The Vest"             | Clark Johnson      | Meredith Stiehm i Chip Johannessen           | 11. prosinca 2011.    |
| U očekivanju ekslpozije, Saul pronalazi Carrie hospitaliziranu i maničnu, ali također shvaća da njezine kaotične teorije imaju uporište; prije nego što započne njegova politička kampanja, Brody svoju obitelj vodi na vikend putovanje u Gettysburg gdje također preuzima vrlo važnu stvar. |                        |                    |                                              |                       |
| 1x12 (12) | "Marine One"           | Michael Cuesta     | Alex Gansa, Howard Gordon i Chip Johannessen | 18. prosinca 2011.    |
| Dok se Carrie nalazi u gotovo katatoničnom stanju privezana za krevet, Saul istražuje njezina otkrića; Walker dodatno osigurava svoju misiju; Brody radi završne pripreme za politički summit Potpredsjednika u State Departmentu. |                        |                    |                                              |                       |

### Gledanost
Originalno emitiranje Pilot epizode 2. listopada 2011. godine gledalo je 1,08 milijuna ljudi čime je postavljen rekord televizijske mreže Showtime u kategoriji najgledanije Pilot epizode neke njihove serije od osnutka. Sama epizoda privukla je sveukupno 2,78 milijuna ljudi ako se ubrajaju dodatna ponavljanja (reprize) i prikazivanja na Internetu. Finale sezone gledalo je 1,7 milijuna ljudi čime je također postavljen rekord u kategoriji najgledanije Showtime serije posljednje epizode prve sezone.

## Kritike
Prva sezona serije pobrala je hvalospjeve kritičara, a na popularnoj Internet stranici Metacritic serija ima prosječnu ocjenu 91/100 na temelju 28 zaprimljenih kritika. TV Guide prozvao ju je najboljom televizijskom serijom 2011. godine, a posebno su hvaljene glumačke izvedbe Damiana Lewisa i Claire Danes. Internet stranica Metacritic proglasila je seriju drugom najboljom 2011. godine.
Hank Stuever iz Washington Posta prvoj epizodi serije dao je ocjenu -5, istaknuvši: "Ono što Domovinu čini uspješnijom od ostalih dramskih serija nastalih nakon 9. rujna 2001. je fantastična glumačka izvedba Claire Danes u ulozi Carrie - vjerojatno najjači ženski lik ove sezone. Drugi dio prve epizode je naprosto genijalan. Postao sam ovisan." Matthew Gilbert iz Boston Globea napisao je da mu je Domovina najdraža dramska serija sezone davši joj čistu peticu. Ken Tucker iz Entertainment Weeklyja dao je ocjenu -5 istaknuvši: "Domovina je svakako najintrigantnija ovojesenska serija." IGN TV također je napisao pozitivnu kritiku, istaknuvši da se radi o "fantastičnom trileru" koji također ima što reći i o ratu protiv terorizma. Sedma epizoda prve sezone, The Weekend, primila je najveće pohvale kritike, a opisana je i od strane kreatora i od glavnog glumca Damiana Lewisa kao "epizodom koja nosi seriju".

## Nagrade i nominacije

### Zlatni globus
Televizijska serija Domovina nominirana je u 3 kategorije za nagradu Zlatni globus, a osvojila je dvije:
- Najbolja televizijska serija - drama
- Najbolja glumica u televizijskoj seriji (drama) - Claire Danes
- Najbolji glumac u televizijskoj seriji (drama) - Damian Lewis

### Emmy
Televizijska serija Domovina nominirana je u devet kategorija za prestižnu nagradu Emmy:
- Najbolja serija (drama)
- Najbolja režija (drama) - Michael Cuesta
- Najbolja glavna glumica (drama) - Claire Danes
- Najbolji glavni glumac (drama) - Damian Lewis
- Najbolji scenarij (drama) - Howard Gordon, Alex Gansa i Gideon Raff
- Najbolja glazba na uvodnoj špici - Sean Callery
- Najbolji zvuk
- Najbolji casting (drama) - Judy Henderson, Junie Lowry Johnson, Libby Goldstein, Craig Fincannon, Lisa Mae Fincannon
- Najbolja montaža (drama) - Jordan Goldman i David Latham

## Vanjske poveznice
- Domovina u internetskoj bazi filmova IMDb-a